# Ambrosia artemisiifolia
Ambrosia artemisiifolia L., 1753 è una specie nordamericana appartenente alla famiglia delle Asteraceae, diffusa in Italia e con potenzialità allergeniche. In soggetti predisposti, la grande quantità di polline prodotto da questa specie, può causare riniti e gravi crisi asmatiche. A. artemisiifolia è attualmente segnalata in molti stati europei, dove è diventata una delle maggiori cause di pollinosi estiva.

## Descrizione
È una specie erbacea annuale che da adulta presenta un aspetto cespuglioso e secondo la varietà può raggiungere altezze di circa due metri.
Il fusto è eretto, coperto di peli ispidi e ramificato verso la sommità. Le foglie sono lunghe da 3 a 10 cm, con lamina frastagliata di colore verde uniforme su entrambe le pagine. 
L'epiteto specifico artemisifolia  indica che le foglie sono simili nell'aspetto a quelle di Artemisia vulgaris. Le principali differenze tra le foglie di queste due specie si possono rilevare nella pagina inferiore che è grigia e pelosa in Artemisia mentre è verde e glabra in Ambrosia. I fiori sono unisessuali  e portati sulla stessa pianta (specie monoica). I fiori sono raccolti in infiorescenze dette capolini. I capolini maschili sono di colore verde-giallastro e sono localizzati nella parte terminale degli steli; i capolini femminili sono invece portati in gruppi meno numerosi all'ascella delle foglie superiori. Il frutto è un achenio. L'impollinazione è anemofila, ovvero il polline è diffuso dal vento. Si pensa che ogni pianta appartenente al genere Ambrosia sia in grado di produrre fino ad un miliardo di grani di polline.
Originaria del Nord America, raggiunge l'altezza di un metro circa e alcune ricerche le attribuiscono almeno il 40% dei casi di allergia pollinica negli Stati Uniti. Ambrosia trifida può raggiungere e superare i quattro metri.
Le piante del genere Ambrosia sono di interesse nella questione del riscaldamento globale, dato che test hanno mostrato che concentrazioni più elevate di anidride carbonica incrementeranno notevolmente la produzione di polline. Nelle giornate secche e ventose, il polline viaggia molti chilometri. Quando l'umidità supera il 70%, il polline tende a formare aggregati che più difficilmente si sollevano da terra.

## Ecologia e distribuzione
Questa specie è altamente adattabile e riesce ad escludere per competizione altre piante dalle aree che colonizza. A. artemisiifolia può diventare ecologicamente dominante specialmente in ambienti antropizzati come giardini, massicciate ferroviarie, cantieri, margini delle strade, campi coltivati dopo la raccolta. 
La sua comparsa avviene nei mesi di maggio-aprile.
A. artemisiifolia è stata segnalata in Italia centro-settentrionale, in particolare in Lombardia e in Piemonte (è stata rilevata in tutte le provincie, con particolare frequenza e abbondanza in quelle di Alessandria, Novara, Verbano-Cusio-Ossola e Vercelli) e in alcune regioni centro meridionali quali Umbria, Lazio, Molise e Campania.
È stata segnalata inoltre anche in Svizzera, in modo speciale nel Canton Ticino e nel Canton Ginevra.

## Regolamentazione e lotta
In Svizzera dal 2007 l'ambrosia è considerata un organismo di quarantena, la cui segnalazione e lotta sono quindi obbligatorie. A livello svizzero esiste un'ordinanza federale (OPV, Ordinanza sulla Protezione dei Vegetali), la quale regola tutti gli organismi di quarantena. A livello del Canton Ticino ci sono inoltre le direttive concernenti la lotta contro l'Ambrosia artemisiifolia del 14 maggio 2007. Secondo queste regolamentazioni il gestore o, in assenza di un gestore, il proprietario, è responsabile dell'eliminazione delle piante e si fa carico dei costi d'eliminazione. Il compostaggio di questa specie è vietato anche dall'OEDA (Ordinanza sull'Emissione Deliberata nell'Ambiente).
I focolai vanno quindi segnalati ai Servizi fitosanitari cantonali.
In Italia la lotta alla pianta invece non è obbligatoria. È contrastata a livello locale con ordinanze Regionali che prevedono alcuni sfalci estivi, prima del periodo di pollinazione.
Il coleottero crisomelide Ophraella communa viene segnalato come valido antagonista della pianta in grado di mangiare foglie e fiori prima dell'impollinazione.

## I mezzi per combatterla
In Lombardia i problemi causati da Ambrosia artemisiifolia hanno particolare rilevanza sotto l'aspetto sanitario, data la notevole diffusione sul territorio cittadino e l'elevato numero di persone colpite da fenomeni allergici.
Lo sfalcio è il metodo meccanico più utilizzato anche se presenta importanti controindicazioni. Per limitare la diffusione dell'Ambrosia in Lombardia dal 1999 con un'ordinanza Regionale è stato imposto il taglio nel periodo della crescita nei seguenti periodi con multe fino a 500€ per chi non sfalcia i propri terreni:
- 1° sfalcio: terza decade di giugno;
- 2° sfalcio: terza decade di luglio;
- 3° sfalcio: seconda decade di agosto.
La tecnica dello sfalcio è risultata essere non risolutiva e può provocare un prolungamento della fase di impollinazione (fonte Regione Piemonte).
Per le caratteristiche del terreno e dei mezzi meccanici impiegati lo sfalcio non può essere condotto a meno di 10 cm dal suolo. Sul fusto rimasto l'Ambrosia però ricresce rapidamente (in 8-10 giorni), dando vita ad una pianta più bassa, ma più ricca di fiori e quindi con possibile maggiore produzione di polline allergenico.
Proprio per queste ragioni si stanno sperimentando tecniche complementari allo sfalcio, come la trinciatura, discatura, erpicatura, l'aratura, la fresatura, la pacciamatura, che sono più efficaci nel distruggere l'Ambrosia, ma anche più complesse da realizzare ed in alcuni casi più costose.
La lotta chimica è la più praticabile su vasta scala e si avvale di diserbanti. Ha il vantaggio di prevedere un solo intervento, che va applicato in maniera uniforme solo nel periodo della crescita della pianta e in assenza di piogge. L'azione dei diserbanti è generalmente risolutiva ma non è selettiva, richiede quindi risemina del manto erboso originario. I semi già caduti dalla pianta possono resistere al trattamento e in tal caso l'operazione va ripetuta nella stagione vegetativa successiva. I prodotti attualmente in commercio pongono relativamente pochi problemi di inquinamento dei terreni e delle falde superficiali, anche se ci sono dei casi di avvelenamenti. Lo svantaggio è che la pianta diventa resistente abbastanza in fretta: già nel 2007 almeno negli USA erano note varie popolazioni resistenti al glifosato.
Il pirodiserbo è un metodo fisico, che sfrutta l'azione termica di una fiamma o dei raggi infrarossi per danneggiare la pianta: in questo modo l'Ambrosia non viene bruciata, ma "lessata". Si usa per bonificare i margini delle strade, dei campi e delle siepi. Inadatto per vaste superfici.
Le sperimentazioni compiute da ASL e Provincia di Milano nel 2005 su alcuni terreni agricoli hanno mostrato che la discatura (aratura superficiale) anche con due soli interventi è risultata più efficace del taglio.  
La pacciamatura (copertura del terreno con foglie, residui di sfalci, corteccia di pino, paglia) in grado di fare ombra ai germogli inibisce la crescita dell'Ambrosia ma non è applicabile nei terreni agricoli, perché comporta un elevato fabbisogno pacciamante.
L'estirpazione consiste nello sradicare manualmente l'Ambrosia. È facilmente attuabile nella fase tardiva della crescita, prima della fioritura, quando la pianta è sufficientemente alta, facile da individuare e da afferrare e con poca o nessuna resistenza delle radici al suolo; in questa fase l'Ambrosia si sradica con estrema facilità e dopo pochi minuti essicca e muore. Tale pratica è sconsigliata ai soggetti allergici; inoltre, per evidenti ragioni, è attuabile solo in piccoli spazi.
La semina di colture antagoniste ha come presupposto l'utilizzo di coltivazioni che siano competitive con l'Ambrosia. Infatti le esigenze di crescita dell'Ambrosia sono tali da non sopportare la concorrenza di vegetazione fitta. Fra le varie colture è preferibile la semina di panico e di leguminose (ad esempio erba medica o trifoglio), specie nelle vaste aree agricole lasciate incolte o coltivate per pochi mesi all'anno. Se l'erba medica o il trifoglio sono destinati a sovescio, il terreno diverrà più fertile e ricco di sostanze azotate e particolarmente adatto alle colture di cereali. Se l'erba medica o il trifoglio sono destinati ad essere raccolti, si otterrà un'aggiuntiva produzione di foraggio ad elevato contenuto nutrizionale. Attuare la pratica della rotazione, specie nelle aziende ad impronta zootecnico – cerealicola, garantisce da un lato di limitare la proliferazione dell'Ambrosia, dall'altro di aumentare la fertilità dei suoli e la qualità del paesaggio agrario. La semina di colture antagoniste è prevista nel piano agricolo triennale della Provincia di Milano come metodo per limitare la diffusione dell'Ambrosia e alcuni comuni hanno attuato programmi per incentivare tale pratica.
Nella coltivazione di granaglie, per evitare la successiva presenza infestante, come in questo caso, si consiglia l'aggiunta alle semine del trifoglio.
Anche la lotta biologica sembrerebbe funzionare. Il Servizio fitosanitario del Canton Ticino ha trovato in luglio 2013 un coleottero che vive e si nutre di ambrosia. Si tratta di Ophraella communa, insetto originario del nord America. Sia le forme larvali che quelle adulte sembrerebbero nutrirsi di questa pianta. Nel caso di forti attacchi le piante d'ambrosia vengono completamente defogliate e viene impedita anche la formazione di fiori e semi.